# 103 Hera
Hera /ˈhɪərə/ (định danh hành tinh vi hình: 103 Hera) là một tiểu hành tinh lớn ở vành đai chính. Ngày 7 tháng 9 năm 1859, nhà thiên văn học người Mỹ gốc Canada James C. Watson phát hiện tiểu hành tinh Hera và đặt tên nó theo tên nữ thần Hera, nữ hoàng và là người nắm quyền thứ năm trong các vị thần trên đỉnh Olympus trong thần thoại Hy Lạp. Hera là một tiểu hành tinh kiểu S bằng đá với thành phần cấu tạo ở bề mặt của nó gồm silicat.